# Premio Mario Incisa della Rocchetta
Le Premio Mario Incisa della Rocchetta est une course hippique en Italie ouverte aux pouliches pur-sang de trois ans. Il se déroule à Milan sur une distance de 2 000 mètres et est prévu chaque année en juin.

## Palmarès depuis 1988
| Année | Vainqueur          | Age | Jockey              | Entraineur               | Temps   |
| ----- | ------------------ | --- | ------------------- | ------------------------ | ------- |
| 1988  | Cunizza da Romano  | 4   | John Reid           | Luciano d'Auria          | 2:03.80 |
| 1989  | Indian Queen       | 4   | Paul Cook           | William Hastings-Bass    | 2:03.50 |
| 1990  | La Cascade         | 3   | Gianfranco Dettori  | Luciano d'Auria          | 2:05.30 |
| 1991  | Lara's Idea        | 3   | Gianfranco Dettori  | Luigi Camici             | 2:05.20 |
| 1992  | Lara's Idea        | 4   | Vincenzo Mezzatesta | Luigi Camici             | 2:04.80 |
| 1993  | Ruby Tiger         | 6   | Richard Quinn       | Paul Cole                | 2:05.10 |
| 1994  | Alpride            | 3   | Peo Perlanti        | Mario Ciciarelli         | 2:07.50 |
| 1995  | Olimpia Dukakis    | 3   | Giovanni Forte      | Giuseppe Botti           | 1:37.00 |
| 1996  | Bemont Track       | 5   | Gabriele Bietolini  | Roberto Brogi            | 1:38.90 |
| 1997  | Tulipa             | 4   | Pat Eddery          | Saeed bin Suroor         | 2:26.70 |
| 1998  | Ellenica           | 3   | Gabriele Bietolini  | Maurizio Guarnieri       | 2:30.10 |
| 1999  | Bimbola            | 5   | Thierry Gillet      | Jehan Bertran de Balanda | 2:34.60 |
| 2000  | Sailing            | 3   | Fernando Jovine     | Paul Cole                | 2:34.00 |
| 2001  | Honorifique        | 4   | Thierry Gillet      | Rod Collet               | 2:31.60 |
| 2002  | Kardthea           | 3   | Gabriele Bietolini  | Bruno Grizzetti          | 2:32.60 |
| 2003  | Aynthia            | 3   | Richard Hills       | Henri-Alex Pantall       | 2:28.90 |
| 2004  | Vale Mantovani     | 4   | Mario Esposito      | Vittorio Caruso          | 2:35.50 |
| 2005  | Troppo Oca         | 3   | Silvano Mulas       | Bruno Grizzetti          | 2:03.30 |
| 2006  | Dionisia           | 3   | Mirco Demuro        | Riccardo Menichetti      | 2:05.80 |
| 2007  | Shot Bless         | 3   | Mario Esposito      | Maurizio Guarnieri       | 2:07.70 |
| 2008  | Rosa del Dubai     | 3   | Dario Vargiu        | Bruno Grizzetti          | 2:09.70 |
| 2009  | Lady Alida         | 3   | Karoly Kerekes      | Wolfgang Figge           | 2:06.70 |
| 2010  | Tech Exceed        | 3   | Eduardo Pedroza     | Andreas Wöhler           | 2:01.50 |
| 2011  | Navarra Queen      | 3   | Mirco Demuro        | Peter Schiergen          | 1:59.20 |
| 2012  | Faciascura         | 3   | Claudio Colombi     | Stefano Botti            | 2:01.80 |
| 2013  | Licia              | 3   | Cristian Demuro     | Stefano Botti            | 2:01.30 |
| 2014  | So Many Shots      | 3   | Cristian Demuro     | Stefano Botti            | 2:03.50 |
| 2015  | Joyful Hope        | 3   | Claudio Colombi     | Stefano Botti            | 2:02.10 |
| 2016  | Responsibleforlove | 3   | Carlo Fiocchi       | Endo Botti               | 2:03.70 |
| 2017  | La Gommeuse        | 3   | Dario Vargiu        | Il Cavallo In Testa      | 2:08.80 |
| 2018  | Sladina            | 3   | Cristian Demuro     | Alessandro Botti         | 2:03.80 |
| 2019  | Elisa Again        | 3   | Andrea Mezzatesta   | Roberto Biondi           | 2:02.10 |
| 2021  | Sopran Basilea     | 3   | Fabio Branca        | Grizzetti Galoppo SRL    | 2:02.20 |